# هبرشت
هبرشت (به هلندی: Hebrecht) یک منطقهٔ مسکونی در هلند است که در وسترولد واقع شده‌است. هبرشت ۹۰ نفر جمعیت دارد.